# Аграрные реформы в Азербайджане
Аграрные реформы или земельные реформы Азербайджана представляют собой ряд последовательных законов, разработанных и принятых Государственной комиссией по аграрным реформам (ГКАР) с 1995 года.
Основной целью реформы было изменение форм собственности и начало экономической деятельности. Основными направлением реформы было в первую очередь, переход от государственных и коллективных хозяйств к частной собственности на землю. Реформы в основном были сосредоточены на установлении прав собственности на землю, создании и дальнейшем развитии рыночной экономики, обеспечении населения страны местными сельскохозяйственными продуктами и повышении уровня жизни и благосостояния.

## История
Азербайджан стал независимым государством в 1991 году, и в первые годы независимости наблюдался кризис в политической, экономической и социальной жизни страны. Некоторые источники указывают, что период между 1991 и 1995 годами можно охарактеризовать как период «экономического хаоса». Причинами подобной ситуации были нестабильная политическая ситуация, военная агрессия против Азербайджана и оккупация его территорий, внутренние перемещение беженцев и, следовательно, рост безработицы, полная зависимость от иностранного капитала, огромные государственные расходы на оборону страны из-за войны в Нагорном Карабахе, развал связей между Азербайджаном и зарубежными рынками из-за развала Советского Союза и роста цен в 17 раз. В 1995 году уровень валового внутренного продукта (ВВП) страны составлял 36 % показателей 1990 года. Эти процессы в конечном итоге привели к резкому спаду в каждом секторе страны.
В этот период так же наблюдался резкий спад в уровне сельскохозяйственной продукции по причине того, что материально-техническая база была практически полностью разрушена. Поскольку Азербайджан потерял свои связи на мировом рынке, как и все другие советские государства, одним из наиболее важных аспектов улучшения стало создание и осуществление новой земельной политики и реформ. Основным стимулом для земельных реформ было то, что государство не было в состоянии обеспечить население сельскохозяйственными продуктами и уровень импорта превышал уровень экспорта. На тот момент, обеспечение населения местными продуктами было одним из первых задач, стоящих перед государством.
В целях установления процесса экономического прорыва Указом Президента Азербайджанской Республики № 313 в марте 1995 года была создана специальная Государственная комиссия по аграрным реформам. До этого, в декабре 1994 также была создана специальная комиссия. В 1996 году была основана правовая база для специальной программы осуществления реформ. В состав Государственной комиссии по аграрным реформам входили представители из Министерств Экономики и Финансов, представители Центрального Банка Азербайджанской Республики, представители налоговой инспекции и страхового фонда, Государственных комитетов по статистике, имуществу и антимонопольной политике, представители профсоюза и общественности. Одна из основных обязанностей Государственной комиссии по аграрным реформам (ГКАР) заключалась в разработке и осуществлении программы аграрной реформы. Другие обязанности ГКАР включают проверку программ территориальной земельной реформы, предоставление инструкций о том, как осуществлять эти реформы и информировать население о ходе земельной реформы. ГКАР также ответственен за финансовое обеспечение реформ и распределение средств на нужные расходы.

## Реформы
Первый период сельскохозяйственных реформ охватывал годы между 1995 и 2003 годами. До 2003 года правительство и президент Азербайджанской Республики выпустили более 50 указов и нормативных актов. Следующие законы были приняты в данный период:
— Закон Азербайджанской Республики «О земельных реформах» от 16 июля 1996 года;
— Закон Азербайджанской Республики «О земельном налоге» 24 декабря 1996 года;
— Указ Президента Азербайджанской Республики «О применении Закона Азербайджанской Республики» О земельной реформе «, № 534» 10 января 1997 года;
— Закон Азербайджанской Республики «О государственном земельном кадастре, мониторинге и структуре земель» от 22 декабря 1998 года;
— Закон Азербайджанской Республики «О земельной аренде» от 12 марта 1999 года;
— Закон Азербайджанской Республики «О рынке земли» от 7 мая 1999 года;
— Закон Азербайджанской Республики «О плодородии земель» от 30 декабря 1999 года;
— Земельный кодекс Азербайджанской Республики, утвержденный Законом Азербайджанской Республики от 25 июня 1999 года.

### О земельной реформе
Этот закон был подписан 16 июля 1996 года и создал основу для предшествующих реформ. Как указано в официальном документе, целями и задачами реформы являются:
...Целью реформы является вывод аграрного сектора из кризиса, стабилизация экономики, улучшение социально-экономического положения населения.
Задачи реформы - формирование новых отношений собственности на землю и имущество, изменение и совершенствование производственных отношений путем создания и развития различных видов хозяйств в производственной сфере и инфраструктуре применительно к рыночной экономике.
Процедуры реформы «О земле» были проведены Государственной комиссией по аграрным реформам с ее представительством в каждом регионе, Районной комиссией по аграрным реформам (РКАР). В состав РКАР вошли глава исполнительной власти соответствующего региона, сотрудники Государственного земельного комитета и независимые специалисты.
Процедуры реформы «О земле» были проведены Государственной комиссией по аграрным реформам с ее представительством в каждом регионе, Районной комиссией по аграрным реформам (РКАР). В состав РКАР вошли глава исполнительной власти соответствующего региона, сотрудники Государственного земельного комитета и независимые специалисты.
Земельная реформа определила разделение земли на три типа: на государственную, муниципальную и частную собственность. Государственные земли включают в себя земли, находящиеся под властью государственных органов, магистральные трубопроводы и дороги, транспорт, зимние и летние пастбища, а также лесной фонд и водные объекты. Муниципальные земли охватывают населенные участки, земли для выпаса скота и земли, которые непригодны для сельскохозяйственной деятельности. Частные земли включают в себя земли, находящиеся в собственности граждан на основе законов, земли, на которых находятся жилые дома, приусадебные участки, сады, дачи, а также частные земли бывших коллективных и советских хозяйств.
На первом этапе предусматривалось бесплатное распределение части земельного фонда колхозов и совхозов гражданам в соответствии с правовой документацией. Основная ответственность государственных учреждений заключалась в предоставлении населению необходимых документов для владения землей и составлению перечня требований для получения земли. В нем также изложены процедуры приватизации земель и прав землевладельцев.

### О земельном налоге
Закон Азербайджанской Республики «О земельном налоге» определяет правила исчисления, платежей, объектов и периода земельного налога. Земли, которые выделяются лицам в соответствии с законодательством, считаются объектом налогообложения. Однако существует несколько исключений для такого типа налогов — земли для общего пользования (независимо от того, кто является владельцем — физическое лицо или государство), земли, находящиеся под государственной защитой и заповедники, рекреационные земли, земли, используемые для культурно-исторических целей, природные фонды (водные, лесные ресурсы), непригодные или малоиспользуемые земли, которые переданы физическим лицам в целях осуществления сельскохозяйственной деятельности освобождаются от налогообложения.
Налог удерживается в виде единовременной выплаты, что означает, что независимо от суммы экономической деятельности налогоплательщики будут платить только фиксированную сумму налога каждый год.

### О государственном земельном кадастре, мониторинге земель и землеустройстве
Этот закон был подписан 22 декабря 1998 года и регулирует ведение государственного земельного кадастра, контролирует использование земли на территории Азербайджанской Республики. Этот кадастр представляет собой сборник данных с учетом регистрации землевладения, количества и качества земли и их экономической оценки. Контроль организационных работ на землях имеет решающее значение, потому что таким образом правительство контролирует состояние земель, а именно уровни плодородия и загрязнения. Контролируя и предпринимая действия своевременно, правительство может предотвратить и устранить негативные последствия нерационального использования земли. Этот закон определяет единую систему документации государственного земельного кадастра. Это включает права землевладельцев, свидетельства о передаче и т. д. Государственный комитет Азербайджанской Республики по земле и картографии также принимает меры по установлению правонарушений и их устранению и решает земельные споры. Однако, согласно Указу Президента Азербайджанской Республики от 5 февраля 2015 года, вышеупомянутый комитет был ликвидирован и его полномочия были переданы Государственному комитету по вопросам имущества.

### Об аренде земли
Эта реформа определяет порядок аренды земли, необходимые документы и условия для передачи. Он также определяет возможные виды передачи земли для временного использования — краткосрочного и долгосрочного использования. Налог на землю, порядок оплаты, объект налогообложения и налогоплательщиков указаны в этом законе.

### О земельном рынке
Этот закон отражает вопросы о земельных отношениях, целях и задачах законодательства о земельном рынке, правилах и законах, касающихся земельного рынка, о разрешении споров, процедурах, следующих за нарушением законодательства. Это закон определяет физических и юридических лиц как участников земельного рынка и заявляет, что они могут действовать в форме арендаторов, вкладчиков, а также пользователей земли. Вопросы, касающиеся иностранцев, международных организаций и юридических лиц, нашли свое отражение в этом Законе.